# Beilhique de Dilmaje
Beilhique de Dilmaje ou Beilhique Dilmájida (em turco: Dilmaçoğulları Beyliği) foi um pequeno principado (beilhique) na Anatólia Oriental (parte da moderna Turquia) fundado no século XI. 

## História
Após a Batalha de Manzicerta de 1071, as tribos turcomanas vitoriosas lideradas por guerreiros gazis começaram a se estabelecer na Anatólia. Um desses guerreiros foi Maomé ibne Dilmaje. Depois do Império Seljúcida ter conquistado Bitlisse, a cidade foi doada a Maomé como uma propriedade icta em 1085.
Depois de conquistar a vizinha Erzen, Maomé morreu em 1104. Durante o reinado de seu filho Togã Aslã, o beilhique não mais era um vassalo do Império Seljúcida. Nos primeiros anos de seu reinado, aceitou a suserania dos artúquidas e junto deles participou de várias operações militares contra os Cruzados, sendo a mais importante a Batalha do Campo de Sangue em 28 de junho de 1119, onde o regente do Principado de Antioquia (1112–1119), Rogério de Salerno, perdeu a vida. 
Depois de garantir a independência, também teve que lutar contra outros beilhiques turcos como de Calata e o ex-suserano artúquida para defender Bitlisse de ataques. Após a morte de Togam (1134?), seus sucessores lutaram contra os Georgianos e danismêndidas. O beilhique foi conquistado em 1192 pelo xá de Calata Ceifadim Begtimur (1185–1193).